# Start (альбом)
«Start» — совместный студийный альбом группы «Новые композиторы»  и музыкантов группы «Кино» Юрия Каспаряна, Георгия Гурьянова и Андрея Крисанова, записанный в домашней студии Гурьянова весной 1987 года и впервые изданный на виниле в 2015 году.

## История альбома
Альбом был записан в 1987 году, когда Виктор Цой улетел в Алма-Ату на съёмки фильма «Игла», альбом «Группа крови» на тот момент был уже записан. На внутренней обложке альбома указано, что записи представляют собой репетиционный материал, который не дошёл до студийного воплощения. Единственная композиция, записанная в студии — «Слякоть». Толчком к созданию альбома послужило желание Алахова и Гурьянова поэкспериментировать с драм-машиной, привезённой Джоанной Стингрей. Благодаря тому, что Алексей Вишня познакомил музыкантов с редактором музыкально-литературных программ Зоей Кравчук из Дома Радио, у них появилась возможность записывать семплы для альбома, например, голос Гагарина. Помимо этого, музыкальные инструменты предоставляли Сергей Курёхин и Андрей Сигле.
Первоначально планировалось выпустить альбом, содержащий 5 музыкальных треков, на пластинке с частотой вращения 45 об/мин. В итоге, после того, как Максим Кондрашов провёл реставрацию и ремастеринг треков на студии Special Session Recordings, альбом был издан на LP в ноябре 2015 года компанией Imagine Club. На обложке альбома изображена картина Евгения Козлова (Е-Е) «Любовь к космосу» из цикла «Новая Классика». Презентация альбома состоялась 10 декабря 2015 года в магазине Imagine Club. На ней присутствовали Валерий Алахов, Юрий Каспарян, Максим Кондрашов, Зоя Кравчук, Андрей Тропилло и другие. Релиз CD-версии версии альбома (с бонус-треками) состоялся 6 февраля 2016 года на лейбле Special Session Recordings. В качестве бонус-треков  использованы композиции «Nessy», «Keep The tempo» и три ауттейка с альтернативными миксами альбомных треков. К CD-изданию также прилагается 12-страничный буклет с историей создания альбома и архивными фотографиями Евгения Козлова. 22 июня 2017 года лейблом Maschina Records была выпущена версия альбома на компакт-кассете.

1 июля 2020 года Юрий Каспарян презентовал свой инструментальный проект YK. 22 декабря 2020 года состоялся первый онлайн-концерт YK. В основу программы легли две пьесы Георгия Гурьянова – «Доктор Мабузе» (Dr. Mabuze) и «Рига», тема из фильма «Игла» (1988) и новые композиции Каспаряна.

## Список композиций
- 1. Минутная Готовность — 3:37
- 2. Dr. Mabuze — 4:21
- 3. Do You Like Party's? — 4:11
- 4. About London — 11:13
- 5. Слякоть — 3:41
- 6. This Is Vasily, Speak Up! — 4:20
- 7. Сатурн Я Заря — 4:49
- 8. Я Там Где Вы! — 7:30

Бонус-треки (CD-издание):
- 9. Nessy (Bonus Track)  — 4:12
- 10. Минутная Готовность (Alternative Version) — 3:45
- 11. Keep The Tempo! (Bonus Track) — 4:3
- 12. Слякоть (Alternative Version) — 3:29
- 13. About London (Dub Version) — 4:19

## Участники записи
Новые композиторы
- Валерий Алахов — запись, спецэффекты, семплер
- Игорь Веричев — реплики, эффекты

Кино
- Георгий Гурьянов — драм-машина, бас-гитара
- Юрий Каспарян — соло-гитара
- Андрей Крисанов — бас-гитара

## Производство
- Максим Кондрашов — реставрация и ремастеринг всех треков, продюсер издания
- Евгений Козлов — художник
- Александра Трепакова — вёрстка и дизайн издания[8]

## Издания
| Регион | Дата           | Лейбл                                   | Формат | Каталог                |
| ------ | -------------- | --------------------------------------- | ------ | ---------------------- |
| Россия | осень 2015     | Special Session Recordings Imagine Club | LP     | SPR - 005 BoMB 033-905 |
| Россия | 6 февраля 2016 | Special Session Recordings              | CD     | SPR - 005              |
| Россия | 22 июня 2017   | Maschina Records                        | CS     | MASHMC-004             |
| Россия | 28 июня 2017   | Orbita Tape Record Maschina Records     | Бобина | ORB 006 MASHRR-001     |
| Россия | 2025           | Maschina Records                        | CD LP  | MASHCD-321 MASHLP-321  |